# Аморейська мова

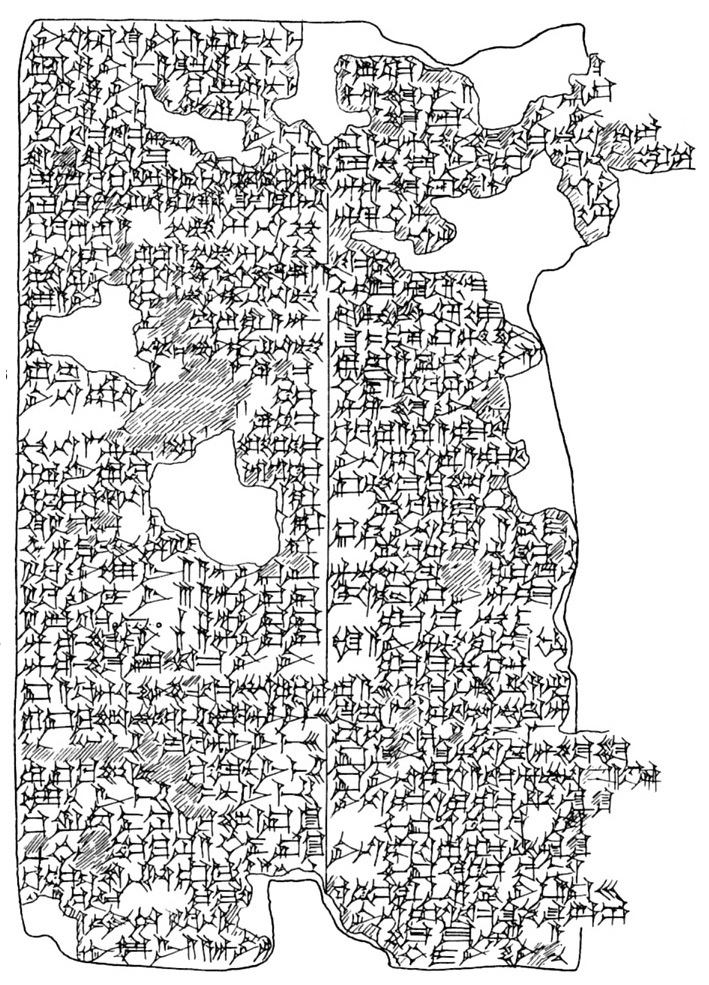
Клинописна табличка CBS 14061 з аморейськими іменами

Аморейська мова, аморитська мова — мертва мова з родини семітських мов, якою розмовляли давній близькосхідний народ амореїв (аморитів). Існувала у III — II тисячоліттях до нашої ери.

## Історія
Аморейська мова відома виключно за власними іменами, записаним клинописом акадською мовою в часи правління амореїв у Вавилонії, а також за марійськими, мукішськими і, меншою мірою, за єгипетськими джерелами.